# Ángel Villoldo

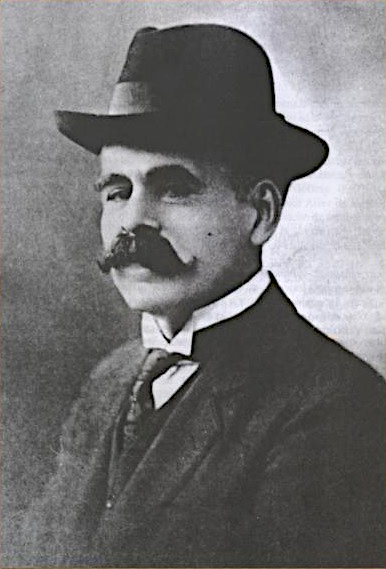
Ángel Villoldo a principios de 1900

Ángel Villoldo (Buenos Aires, (Barracas, Buenos Aires, 16 de febrero de 1861-14 de octubre de 1919), cuyo nombre completo era Ángel Gregorio Villoldo Arroyo, fue un músico argentino, uno de los  compositores más característicos de las primeras épocas del tango, también considerado como uno de los pioneros del tango en Buenos Aires. Nació al sur de la ciudad de Buenos Aires. Fue letrista, guitarrista, compositor y uno de los principales cantores de la época. También se lo conoció por los seudónimos de A. Gregorio, Fray Pimiento, Gregorio Giménez, Ángel Arroyo y Mario Reguero. Escribió uno de los primeros tangos provistos de letra.

## Obra
Villoldo aporta obras eminentemente musicales, consideradas clásicas en todas las épocas posteriores, aunque también escribió letras que le prodigaron fama de versificador. Los tangos compuestos por Villoldo son tangos-milonga (todavía en compás de dos por cuatro); también compuso valses, polcas y un variado repertorio folclórico. Su inspiración original y chispeante, sostenida desde una figura afable con profusos mostachos y sombrero, es reconocible en la iconografía de los fundadores. 
Había inventado un artilugio mediante el cual situaba la armónica ajustada a una varilla por encima de la guitarra, que le permitía tocar ambos instrumentos de forma simultánea. Cuando desmontaba la armónica cantaba con voz algo atiplada, lo que le proporcionó fama en los bodegones de principios del siglo XX.

### "El Choclo"

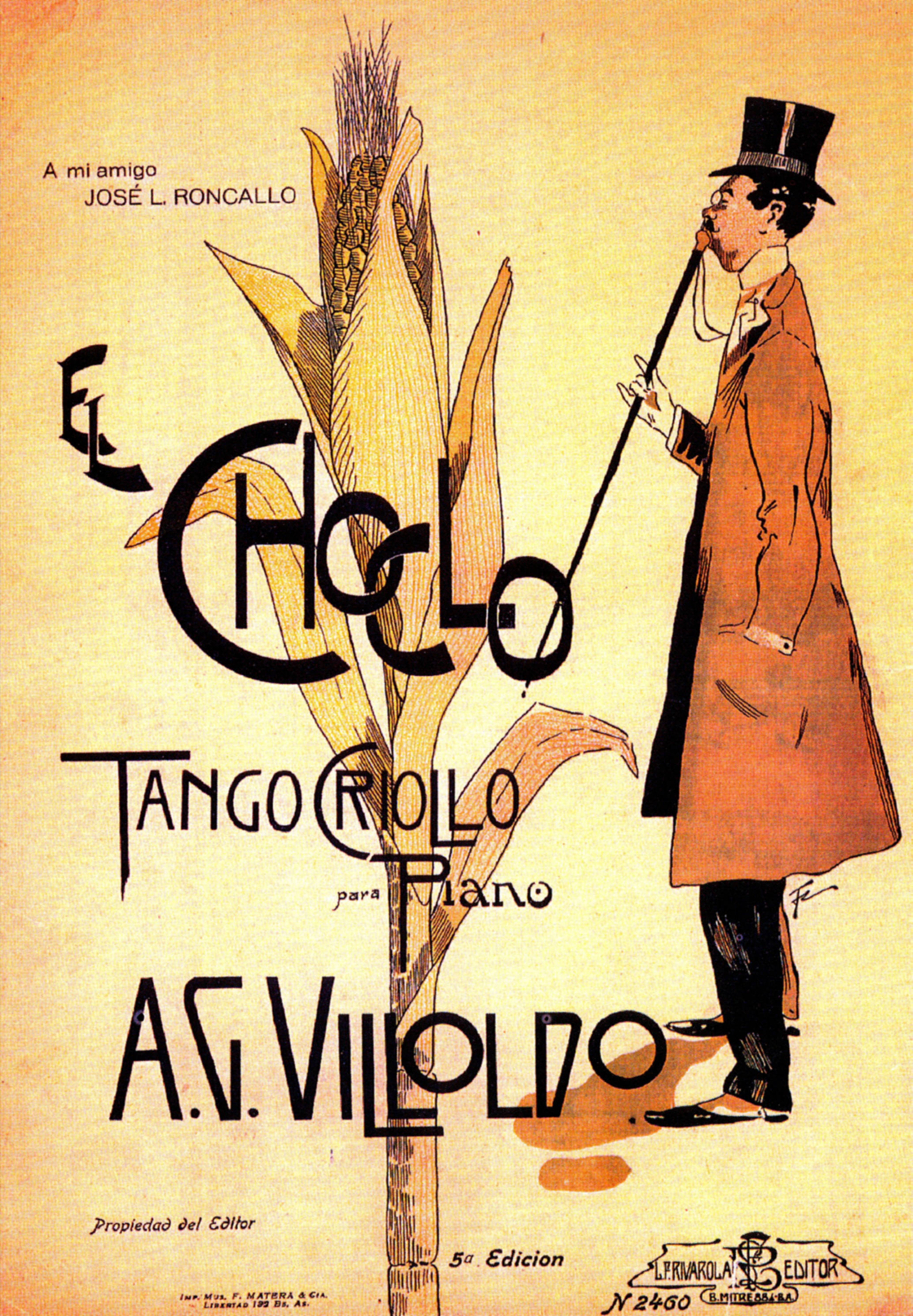
Portada de la partitura de El Choclo, uno de los tangos más populares.

Una de sus composiciones más representativas, "El choclo", creada en el año 1903, cuando todavía en los locales elegantes o céntricos de Buenos Aires estaba prohibida la interpretación de tangos. No obstante, con su amigo José Luis Roncallo que era director de una orquesta de música clásica en el Restaurante Americano, hallaron la fórmula para estrenar este tango presentándolo como danza criolla. Así, noche tras noche, la obra fue interpretada con muy buena acogida y entusiasmo por parte del público. La casa "Gath y Chaves", unos grandes almacenes de la época, patrocinó en 1903 el viaje a París de Ángel Villoldo, Alfredo Gobbi y Flora Rodríguez para realizar allí discos de tangos. Grabó en varias compañías, bailó tangos y se afilió a la Sociedad de Autores y Compositores de Francia, para recaudar los derechos de autor del tango más conocido en la Europa de entonces, "El choclo". Era tal la difusión de este tango, según cuenta el periodista Tito Livio Foppa , que en 1916, durante la Primera Guerra Mundial, en un banquete a la prensa extranjera celebrado en el frente alemán, los músicos de la banda que ejecutaron los himnos de los países representados no tenían la partitura correspondiente al himno argentino, pero tocaron "El choclo", que conocían de memoria. En efecto, desde entonces, divertidísimas formaciones musicales vienen interpretando este tango: orquestas sinfónicas, bandas militares y de jazz, conjuntos andinos y de rock. Como otros bellos tangos instrumentales, los tangos de Villoldo tuvieron poetas que le agregaron letras, siendo la mejor lograda la de Enrique Santos Discépolo.

### Tangos (lista incompleta)
- A la ciudad de Londres
- Bolada de aficionado
- Amame mucho

- Brisas rosarinas
- Calandria
- Chiflale que va a venir
- Chinito
- Cuerpo de alambre
- De farra en el cabaret
- Don Pedro (homenaje al compositor Pietro Mascagni)
- El argentino
- El bohemio
- El cachorrito
- El cebollero
- El chichón
- El choclo (música) **
- El irresistible
- El esquinazo
- El farrista
- El fogonazo
- El gavilán
- El ñato Romero
- El pechador
- El pimpollo
- El pinchazo
- El porteñito
- El presumido
- El tango de la muerte
- La bicicleta
- La budinera
- La caprichosa
- La modernista
- La morocha (letra), música de Enrique Saborido.
- La paloma
- La pipeta
- La prigueña
- Las tocayas
- Mi ñatita
- Miramar
- Muy de la bombonera
- Pamperito
- Papita pa'l loro
- Petit salón
- Pineral
- Prendete del brazo nena
- Ricotona
- Sacame una película gordito
- Soy tremendo
- Tan delicado el niño
- Tan rica la ñata
- Te la di chanta
- Trigo limpio
- Un mozo bien
- Una fija
- Vas a vivir mucho
- Yunta brava
- ¡Qué Pamplina!
- ¿Qué hacés Chamberguito?
- ¡Cuidado con los cincuenta![4]